# Batalla de Arnhem
La batalla de Arnhem fue una batalla importante de la Segunda Guerra Mundial en la vanguardia de la Operación Aliada Market Garden. Se luchó en y alrededor de las poblaciones neerlandesas de Arnhem, Oosterbeek, Wolfheze, Driel y el campo circundante del 17 al 26 de septiembre de 1944.
Los aliados estaban listos para entrar a los Países Bajos después de barrer a través de Francia y Bélgica en el verano de 1944, después de la batalla de Normandía. Market Garden fue el resultado de que el mariscal de campo Bernard Montgomery favoreció un solo empuje hacia el norte sobre las ramas del Bajo Rin, permitiendo que el Segundo Ejército británico pasara por alto la Línea Siegfried y atacara el Ruhr. Las tropas aliadas aerotransportadas fueron lanzadas en los Países Bajos para asegurar puentes y ciudades clave a lo largo del eje de avance aliado. Más al norte, la 1ª División Aerotransportada británica aterrizó en Arnhem para asegurar puentes a través del Nederrijn, con el apoyo de hombres del Regimiento de Pilotos de Planeador y la 1ª Brigada de Paracaídas Polaca. Se esperaba que el cuerpo británico XXX llegara a las fuerzas aerotransportadas británicas en dos o tres días.
Las fuerzas aerotransportadas británicas aterrizaron a cierta distancia de sus objetivos y se vieron obstaculizadas por una resistencia inesperada, especialmente de los elementos de las Divisiones Panzer de las SS 9 y 10. Solo una pequeña fuerza pudo llegar al puente de la ruta de Arnhem mientras que el cuerpo principal de la división se detuvo en las afueras de la ciudad. Mientras tanto, el cuerpo XXX no pudo avanzar hacia el norte tan rápido como estaba previsto y no pudieron liberar a las tropas aerotransportadas según lo programado. Después de cuatro días, la pequeña fuerza británica en el puente se vio abrumada y el resto de la división quedó atrapada en un pequeño reducto al norte del río, donde no pudieron ser suficientemente reforzados por los polacos o el Cuerpo XXX cuando llegaron a la orilla sur, ni por los vuelos de reabastecimiento de la RAF. Después de nueve días de lucha, los restos destrozados de la división fueron retirados de la zona mediante la Operación Berlín. Los aliados no pudieron avanzar más lejos sin puentes seguros sobre el Nederrijn, y la línea de frente se estabilizó al sur de Arnhem. La 1ª División Aerotransportada británica perdió casi 2/3 de su fuerza y no volvió a entrar en combate.
La ciudad de Arnhem sería liberada de los alemanes el 16 de abril de 1945.